# Januariusz Ślusarczyk
Januariusz Ślusarczyk (ur. 12 września 1916, zm. 8 czerwca 1963) – polski działacz partyjny i państwowy, podsekretarz stanu w Ministerstwie Przemysłu Maszynowego (1955–1954).

## Życiorys
Z zawodu technik maszynowy. Działacz Polskiej Partii Robotniczej i Polskiej Zjednoczonej Partii Robotniczej. Związał się z Komisją Specjalną do Walki z Nadużyciami i Szkodnictwem Gospodarczym, kierował jej delegaturami w Katowicach (marzec 1946 – 1948) oraz Warszawie (sierpień 1948 –sierpień 1949). Od sierpnia 1952 do lipca 1954 zajmował stanowisko podsekretarza stanu w Ministerstwie Przemysłu Maszynowego. W latach 1954–1959 zastępca stałego przedstawiciela PRL przy Radzie Wzajemnej Pomocy Gospodarczej w Moskwie. Później od maja 1959 w strukturze Komisji Planowania przy Radzie Ministrów był dyrektorem generalnym i szefem Zespołu Wojskowego Departamentu I. Stanowiska te zajmował aż do śmierci 8 czerwca 1963.
Był żonaty z Bronisławą Pazińska-Ślusarczyk, adwokat, działaczką komunistyczną, pracownik Sądu Najwyższego. Został pochowany na Cmentarzu Wojskowym na Powązkach.